# Гезо
Гезо (Гхезо) (д/н — 1858) — 11-й ахосу (володар) Дагомеї в 1818—1858 роках. Його символами були бородавочник і слон.

## Життєпис

### Молоді роки
Походив з династії Алладаксону. Молодший син ахосу Агонгло. Його матір'ю була На Агонтіме. При народженні отримав ім'я Гакпе (або Гапе). Згодом став зватися принц Мадагунгун. 1797 року після загибелі батька трон отримав старший брат — Адандозан. В подальшому після приходу до влади Гакпе (Гезо) став поширювати чутки, що трон за батьківською волею успадкував він, а Адандозан був регентом і узурпатором. Ймовірно, частина знаті підтримала, у відповідь на що Адандозан багатьох своїх ворогів стратив, частину заслав або перетворив на рабів, зокрема матір Гакпе, яку було продано до Сн-Луїсу в Бразилії. там вона змінила ім'я на Марія Єзуїна, заснувавши храм Каса-дас-Мінас, де проповідували суміш вуду і католицтва.
Сам Гакпе вдавав себе хворим, що забезпечило його від покарання. Згодом втік до міста Кана, а звідти до Великого Попо. У 1818 році тут він зустрів бразильського работоргівця Франсуску Фелікса де Соуза, який погиркався з ахосу Адандозаном. Соуза запропонував Гакпе посісти трон. Завдяки грошам та інтригам влаштували заколот, під час якого Адандозана повалено. Свою матір оголосив кпаджито (королевою-матір'ю), але невідомо чи повернулася вона до Дагомеї.
Гакпе захопив трон, змінивши ім'я на Гезо. також наказав викреслити Адандоза з перелік володарів Дагомеї та стерти про нього будь-яку, окрім негативної, згадки.

### Панування

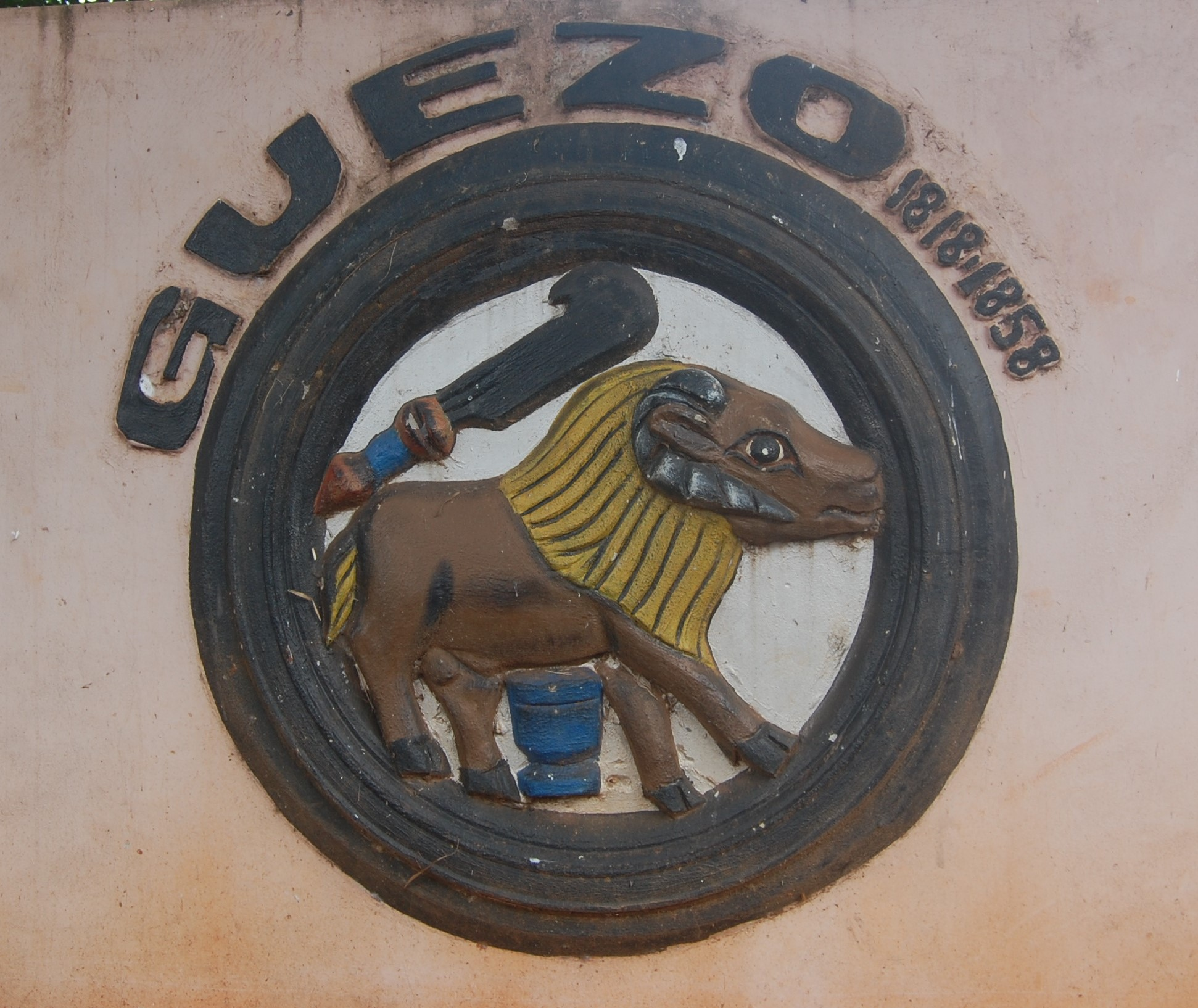
Символ Гезо

Разом з тим спочатку Гезо не почувався певно. Тому призначив своїм спадкоємцем (відашо) небожа Дакпо, сина Адандозана. При цьому призначив братів на посади меху (першого міністра) та мігана (верховного судді), зробивши ці посади спадковими. Також призначив Франсусіку Фелікса де Соузу чачою (на кшталт віцекороля) в Уйді, ключовому порту держави.
Головним завданням вбачав розширення работоргівлі та здобуття самостійності від держави Ойо. Тому невдовзі після отримання влади розпочав війну проти останньої, що завершилася 1823 року перемогою дагомейського війська у битвах біля Пауїннана та Кпалоко. З цього часу припинилася сплата данини Ойо.
Разом з тим його похід проти народу махі з метою захоплення рабів завершився невдачею. Внаслідок цього для виконання умов угоди з європейцями мусив продавати своїх підданих, що викликало значне невдоволення. Тому продовжив з середини 1820-х років походи на північ проти махі та ґбе, що цього разу були успішними. В результаті вдалося розширити володіння на північ. 1825 року придушив спробу частини знаті повернути Адандозана до влади. В наступний період в сухий сезон щорічно здійснював напади на сусідів, захоплюючи значну кількість рабів. В цьому йому допомагали загони вояків-жінок, які намагалися схопити людей живцем.
З 1830-х років починаються війни з державою Абеокута, яка стала набирати потуги замість Ойо. 1838 році вирішив призначити нового відашо, яким став його син Ґлеле, що спричинило повстання спадкоємця Дакпо, яке було придушено після жорстокого бою в палацовому комплексі столиці Абомей. 1839 року переміг племена махі, підкоривши їх. Потім здобув перемогу над Кваку Дуа I, володарем держави Ашанті, на честь цього в палацовому комплексі Абомея наказав звести палац «Кумасі». Потім успішно воював проти народів еве, абор і егбадо.
окрім работоргівлі ахосу активно сприяв, вирощуванню бавовни та добуванню пальмової олії, а також ремеслам, насамперед ткацтву, швидкими темпами розвивалося видобування корисних копалин.
1842 року відправив посольство до Вікторії, королеви великої Британії, щодо умов торгівлі, погоджуючись скасувати работоргівлю в обмін на збільшення купівлі британцями пальмової олії. 1844 року намагаючись діяти на протистоянні налагодив відносини з Францією, дозволивши зведення в уйді будинку торгівельного дому "«Режі & Фабр».
У 1849—1850 роках вів перемовини з британцями, які намагалися переконати ахосу припинити работоргівлю. Це призвело до утворення серед знаті та військовиків двох «партій», які британці називали слон і муха. Першу очолював Гезо, що виступав за продовження работоргівлі. Представники мухи підтримували британські вимоги. Під час переговорів подарував капітану Фредеріку Форбсу від імені королеви Вікторії дівчину Айну, пізніше названу Сарою Форбс Бонеттою, що стала вихованкою та хресною дочкою королеви.
1851 року нова кампанія проти Абеокути зазнала невдачі. Напада на Бадагрі, що став важливим портом, також не мало успіху 1852 року під тиском Великої Британії, що почала морську блокаду дагомейського узбережжя, мусив припинити торгівлю рабами. 1853 року під час Щорічного свята Дагомеї наказав приносити в жертву лише злочинців, заборонивши це робити з полоненими. Втім вже 1856 року вага слона при дворі посилилася, що змусило Гезо 1857 року поновити дозвіл на работоргівлю.
У 1858 році розпочав нову військову кампанію проти Абеокути, в якій знову зазнав поразки і загинув (за іншими відомостями помер від віспи під час повернення з походу). Трон спадкував його син Ґлеле.

## У літературі
- Представлений в романах «Спалах свободи» (1971 рік) британського письменника Джорджа Макдоналда Фрейзера і «Сегу» французької письменниці Маріз Конде.

## Пам'ять
На честь цього правителя назвало велику базу бенінської армії в Котону — Кемп-Гезо.